# Westfaalse gravenbank
Van 1653 tot 1806 hadden de Westfaalse graven een gemeenschappelijke stem in de Rijksdag van het Heilige Roomse Rijk.

## Inleiding
In 1495 mochten de rijksgraven twee stemmen uitbrengen in de raad van rijksvorsten van de Rijksdag. In de praktijk was dat een stem van de Zwabische graven, die tijdens de reformatie katholiek bleven en een stem van de graven van de Wetterau, die tot de reformatie overgingen. In 1641 slaagden de Frankische graven erin een derde stem te verwerven. Ten slotte verwierven de Nederrijns-Westfaalse graven in 1653 als vierde en laatste groep een collectieve stem. De graven van Gronsveld, Rekem en Wittem behoorden tot deze gravenbank.

## Het directoraat
De directeuren vervulden een voorzittersrol, maar hadden geen bevoegdheden. Er waren er twee: één uit Westfalen en één uit het Rijnland. Later ging de confessionele tegenstelling een grote rol spelen. Na 1784 was het college verdeeld in een katholiek en een evangelisch deel, waardoor er vrijwel een eind kwam aan de activiteiten. Na het overlijden van de evangelische directeur Frederik Alexander van Wied in 1791 werd er geen opvolger meer gekozen, omdat er een katholieke meerderheid was ontstaan, en het wegblijven van de evangelische graven een vergadering onmogelijk maakte. De laatste katholieke directeur was graaf Frans Georg van Metternich, de vader van de Oostenrijkse staatsman Klemens von Metternich.

## Het Zwabisch-Westfaalse College
De annexatie door Frankrijk van de linker Rijnoever in 1797 verdreef vooral de katholieke graven uit hun landen. De laatste vergadering van de katholieke graven vond plaats in Wenen in maart 1802 onder leiding van graaf Frans Georg van Metternich.   De opzet van Metternich was om een nieuw katholiek college van rijksgraven te vormen: het Zwabisch-Westfaalse. De meeste verdreven graven zouden namelijk een nieuw graafschap in Zwaben krijgen uit geseculariseerde abdijen. De stem van de Zwabische prelaten in de rijksdag kon dan overgenomen worden door het nieuwe college. Het plan werd verder uitgewerkt en in juli en augustus 1805 vond een conferentie in Ochsenhausen plaats, waar de gezanten van 11 graafschappen verschenen:
Metternich (Winneburg-Beilstein), Sternberg (Blankenheim-Gerolstein), Toerring-Jettenbach (Gronsveld), Aspremont (Rekem), Plettenberg (Wittem), Ostein (Mylendonk), Schaesberg (Kerpen-Lommersum), Sinzendorf (Rheineck), Waldbott-Bassenheim (Pyrmont), Esterhazy (Edelstetten) en Ligne (Fagnolles/personalist).
Het college werd gesticht en er werden bestuursleden gekozen. In december werd de graven verzocht hun bijdrage te betalen. 
In 1806 kwam er echter een einde aan het Heilige Roomse Rijk, en daarmee ook aan de rol van de gravenbank.

## Lijst van leden van de gravenbank

### Neder-Saksen
- graafschap Oldenburg
- graafschap Delmenhorst
- graafschap Hoya
- graafschap Diepholz
- graafschap Spiegelberg
- graafschap Hallermund
- graafschap Regenstein

### Westfalen
- graafschap Lippe
- graafschap Schaumburg
- graafschap Pyrmont
- graafschap Rietberg
- graafschap Bentheim
- graafschap Tecklenburg
- graafschap Steinfurt
- rijksheerlijkheid Gemen
- heerlijkheid Anholt

### Rechter Rijnoever
- graafschap Gimborn-Neustadt
- graafschap Wied
- graafschap Sayn
- graafschap Holzapfel

### Nederrijn
- rijksheerlijkheid Myllendonk
- heerlijkheid Wickrath
- rijksheerlijkheid Dyck
- graafschap Kerpen-Lommersum
- burggraafschap Rheineck

### Eifel en gebied rond de Nahe
- graafschap Schleiden
- heerlijkheid Saffenberg
- graafschap Virneburg
- graafschap Blankenheim-Gerolstein
- graafschap Winneburg-Beilstein
- rijksgraafschap Bretzenheim

### Maasgebied
- graafschap Gronsveld
- heerlijkheid, later graafschap Wittem
- graafschap Rekem

## Tijdelijke leden
- graafschap Barby
- graafschap Blankenburg
- graafschap Rantzau
- graafschap Oost-Friesland
- graafschap Nassau
- heerlijkheid Pyrmont (Eifel)

## Kandidaten
- rijksheerlijkheid Rheda
- heerlijkheid Slenaken
- graafschap Fagnolles
- graafschap Edelstetten
- rijksheerlijkheid Lösnich